# Шенское (Рамешковский район)
Шенское — деревня в Рамешковском районе Тверской области.

## География
Находится в восточной части Тверской области на расстоянии приблизительно 22 км на юго-восток по прямой от районного центра поселка Рамешки.

## История
Известна с 1859 года как русская казенная деревня Шенская с 16 дворами. В 1887 году здесь было 24 двора, в 1936 — 43, в 1989 — 14, в 2001 — 9 домов местных жителей и 14 домов — собственность наследников и дачников. В советское время работали колхозы «Трудовик» и им. Калинина. До 2021 входила в сельское поселение Ведное Рамешковского района до их упразднения.

## Население
Численность населения: 58 человек (1859 год), 150 (1887), 221 (1936), 35 (1989), 17 (русские 100 %) в 2002 году, 17 в 2010.